# Brännhår

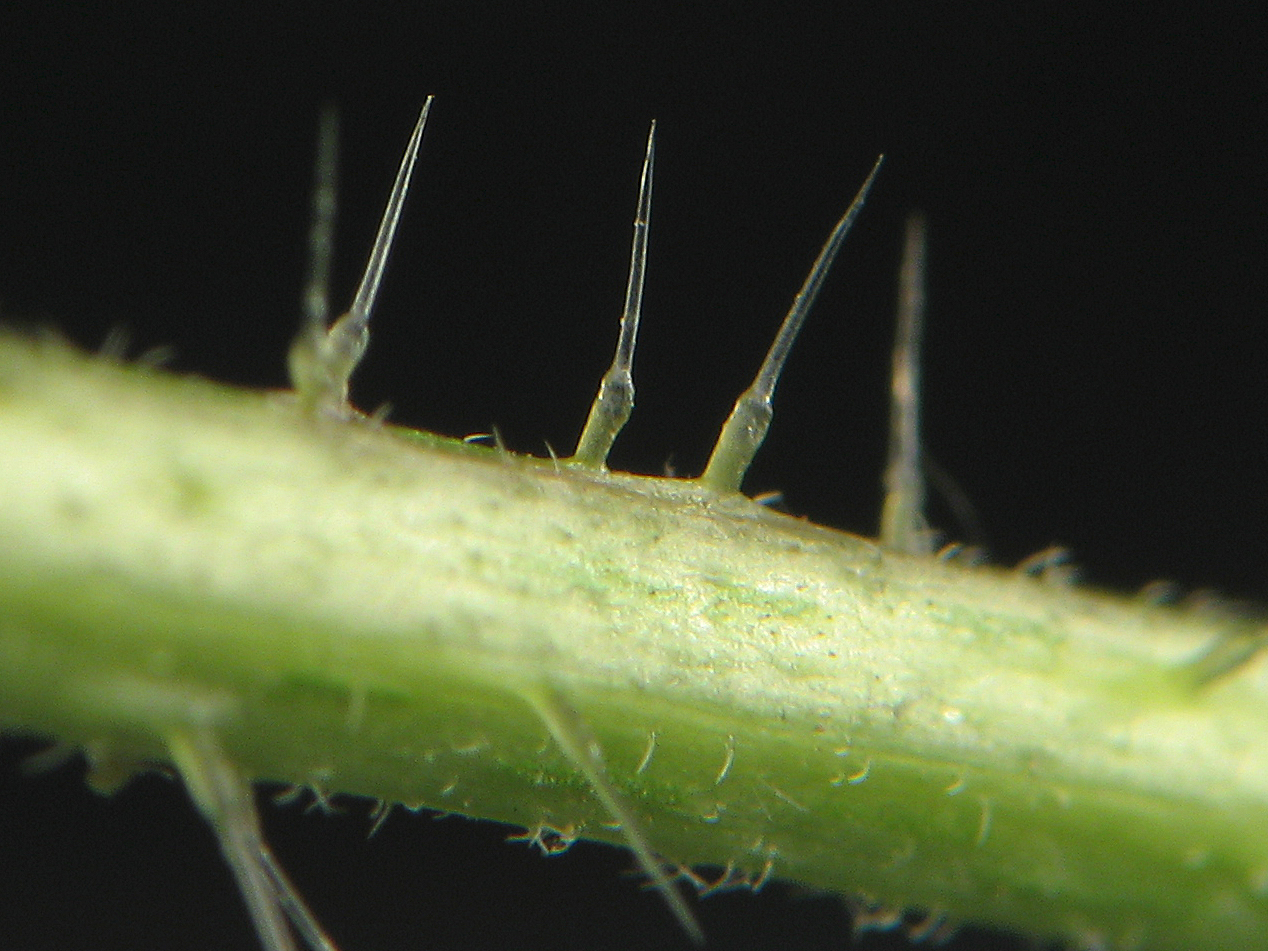
Brännhår hos Urtica dioica i stark förstoring.

Brännhår är en encellig hårbildning från epidermis hos vissa växter. Brännhår är mest kända från nässelsläktet.  

## Brännhår hos nässelsläktet
Hos nässelsläktet finns brännhår på alla växtens delar utom bladens ovansida. Ett brännhår består av en giftkörtel och ett därifrån utgående ihåligt borst, som liknar ett fint glasrör med spröd, kiselhaltig vägg och i spetsen, som är krökt, slutar med en liten kula. När brännhåret vidröres, bryts det av strax nedanför kulan, eftersom rörets vägg är tunnast där, och eftersom spetsen är krökt blir brottytan sned, så att det avbrutna håret bildar ett stickredskap av samma snett avskurna form som vissa ormars gifttänder eller den fina spetsen på en injektionsspruta. Därigenom kan det orsaka ett fint sår och även ingjuta i såret giftkörtelns[källa behövs] vätska som består av bland annat myrsyra, acetylkolin och histamin. Myrsyra finns för övrigt även hos myror och getingar.[källa behövs]